# Estrogeno
Gli estrogeni sono i principali ormoni sessuali femminili. 
Si tratta di ormoni steroidei, che prendono il loro nome dall'estro e sono presenti in entrambi i sessi, anche se nelle donne in età fertile raggiungono livelli sierici molto più alti.
Gli estrogeni promuovono la formazione dei caratteri sessuali secondari femminili, come il seno, l'allargamento del bacino e sono coinvolti nella proliferazione dell'endometrio e in diversi fenomeni del ciclo mestruale.
L'FSH, ormone follicolo-stimolante, e l'LH, ormone luteinizzante, regolano la produzione di estrogeni durante l'ovulazione. Quando gli estrogeni circolano in grandi quantità nel torrente ematico l'FSH e l'LH subiscono un feedback positivo, dunque viene aumentata la secrezione di GNRH da parte dell'ipotalamo e ciò determinerà l'aumento della secrezione di LH da parte dell'ipofisi che a sua volta provocherà il picco ovulatorio (aumento massimo dell'ormone LH). Dopo 36 ore dal picco ovulatorio ci sarà l'ovulazione.
Tre dei maggiori estrogeni nelle donne sono l'estradiolo, l'estriolo e l'estrone. Dal menarca alla menopausa il più importante estrogeno è il 17-β-estradiolo. Dopo la menopausa l'estrogeno maggiormente prodotto è l'estrone che possiede attività inferiore a quella dell'estradiolo.
Gli estrogeni sono prodotti a partire dagli androgeni grazie all'azione dell'enzima aromatasi. L'estradiolo è prodotto dal testosterone e l'estrone dall'androstenedione. L'estriolo è più presente durante la gravidanza.

## Produzione
Gli estrogeni sono prodotti dai follicoli ovarici e dalla placenta. Alcuni estrogeni sono prodotti in altri organi e tessuti in piccole quantità, come il fegato e le ghiandole surrenali. Queste fonti secondarie di estrogeni sono le uniche fonti per l'uomo e per la donna in post-menopausa. La sintesi degli estrogeni comincia nelle cellule della teca interna nelle ovaie, dal colesterolo passando per l'androstenedione. L'androstenedione è un precursore dotato di debole attività estroginica, questo una volta prodotto dalle cellule della teca interna, attraversa la membrana basale e giunge alle cellule della granulosa, dove viene convertito in estrone o estradiolo.
Gli estrogeni possono essere prodotti dall'enzima aromatasi, che convertono gli androgeni in estradiolo. Il corpo luteo non produce più estrogeni in quanto, dopo la trasformazione, ha perso il meccanismo delle aromatasi. Non avendo il sistema delle aromatasi il corpo luteo non può trasformare androgeni in estrogeni.

## Nella transizione MtF
Gli estrogeni vengono impiegati, insieme alla chirurgia plastica nel processo di transizione MtF, dal genere maschile a quello femminile. Lo scopo è quello di femminilizzare il corpo (aumentando le dimensioni del seno e cambiando la localizzazione dell'adipe), ma dato che il testosterone prevarrebbe sugli estrogeni si necessita l'uso di un antiandrogeno per contrastarne gli effetti. Con l'asportazione delle gonadi si potrà sospendere l'assunzione del farmaco antiandrogeno.